# 转子莲
转子莲（学名：Clematis patens）为毛茛科铁线莲属下的一个种。种名patens意为伸展的。

## 扩展阅读
[在维基数据编辑]
 《植物名實圖考·轉子蓮》，出自吳其濬《植物名實圖考》
- 维基共享资源上的相關多媒體資源：转子莲